# Хватовка (Нижньогородська область)
Хватовка (рос. Хватовка) — село в Арзамаському районі Нижньогородської області Російської Федерації.
Населення становить 802 особи. Входить до складу муніципального утворення Абрамовська сільрада.

## Історія
Від 2009 року входить до складу муніципального утворення Абрамовська сільрада.

## Населення
| 1999 | 2002 | 2010 |
| ---- | ---- | ---- |
| 1003 | ↘880 | ↘802 |